# Tismomorpha
Tismomorpha es un género de mantis, de la familia Mantidae, del orden Mantodea. Es originario de África.

## Especies
- Tismomorpha cherlonneixi
- Tismomorpha inexpectata
- Tismomorpha vitripennis